# Crysis Wars
Crysis Wars (произносится [ˈkɹʌɪsɪs wɔː(ɹ)z]) — компьютерная игра, мультиплеерный (многопользовательский) шутер от первого лица, разработанный немецкой компанией Crytek и изданный Electronic Arts. Хотя Crysis Wars является отдельной игрой, которая распространяется на отдельном диске, имеет отдельный инсталлятор и логотип, он поставляется в одном комплекте с игрой Crysis Warhead. По отдельности ни Crysis Warhead, ни Crysis Wars не продаются. Релиз Crysis Wars состоялся 18 октября 2008 года во всём мире эксклюзивно для PC. В этот же день начались поставки Crysis Wars через интернет-сервис цифровой дистрибуции Steam.
По сути, Crysis Wars является отделённым от основной игры мультиплеерным режимом. Разработчики из Crytek разделили одну игру на одиночный режим (Crysis Warhead) и многопользовательский (Crysis Wars). Так как Crysis Warhead вместе с Crysis Wars являются дополнением к игре Crysis, которая вышла в ноябре 2007 года, Crysis Wars является развитием и улучшением мультиплеерного режима из Crysis.
Как и Crysis, Crysis Wars использует сетевой сервис GameSpy, альтернативный сервису компании Microsoft Games for Windows — Live. В игре присутствует 21 мультиплеерная карта. Crysis Wars разработан исключительно центральным офисом Crytek, размещённым во Франкфурте-на-Майне, тогда как Crysis Warhead разработан дочерним филиалом в Будапеште.

## Описание Crysis Wars

### Список карт Crysis Wars

#### Instant Action
Instant Action (с англ. — «мгновенные действия») — стандартный Deathmatch. Раунд кончается, если игрок достиг максимального количества фрагов (очков), или если вышел лимит времени (в таком случае побеждает игрок, набравший наибольшее количество фрагов). В этом режиме покупать оружие нельзя, можно только подбирать имеющееся. Изначально в составе игры доступно 6 карт (локации):
Armada (с англ. — «Армада»)
Место нахождения: южный сектор Тихого океана 

Описание: Авианосец «Лексингтон» временно превращен в секретный полигон. Многие помещения корабля заперты, но и оставшихся вполне достаточно для испытания оружия пришельцев.
Outpost (с англ. — «Застава»)
Место нахождения: Гуам 

Описание: Эта секретная застава была выбрана в качестве полигона для испытания оружия и технологий пришельцев. Бойцы спецназа, охраняющие заставу, используют её как тренировочную площадку для оттачивания навыков стрельбы и тактического боя.
Quarry (с англ. — «Карьер»)
Место нахождения: Эбейе, Маршалловы острова 

Описание: Эта заброшенная шахта превращена в полигон для тренировки бойцов спецназа. Перед высадкой на территорию, оккупированную КНДР, вам необходимо пройти полный курс обучения.
Steel Mill (с англ. — «Сталелитейный завод»)
Место нахождения: Молокаи, Гавайи 

Описание: Заброшенный металлургический завод, превращённый в испытательный полигон для нанокостюмов, идеален для проведения учебных боёв в условиях города.
Excavation (с англ. — «Раскопки»)
Место нахождения: Паго-Паго, Американское Самоа. Под контролем США. 

Описание: Нападение Корейской армии на исследовательский центр США.
Terminal (с англ. — «Терминал»)
Место нахождения: Моореа, Французская Полинезия. 

Описание: старый железнодорожный терминал был преобразован в военную базу, которую надо захватить для контроля над контрольной точкой.

#### Team Instant Action
Team Instant Action (русск. командные мгновенные действия) — стандартный Team Deathmatch (США против КНДР). Раунд кончается, если команда достигла максимального количества фрагов (очков), или если вышел лимит времени (в таком случае побеждает команда, набравшая наибольшее количество фрагов). В этом режиме покупать оружие нельзя, можно только подбирать имеющееся. Используются те же карты, что и в Instant Action.

#### Power Struggle
Power Struggle (с англ. — «борьба за власть») — это смесь из Capture the flag и Team Deathmatch с тактическими элементами.
В режиме Power Struggle солдаты американского спецназа Delta Force сражаются с спецназом северокорейской армии; у обеих сторон есть нанокостюмы. Все игроки начинают игру, вооружённые только пистолетами и базовым нанокостюмом — «прототипом». Чтобы покупать оружие, приспособления к нему, амуницию и транспортные средства, игрок должен исполнять цели миссии или убивать врагов. Цель режима Power Struggle — уничтожить вражеский штаб с помощью инопланетных технологий или ядерного оружия, которые можно приобрести, захватив места падения инопланетян. Без этих технологий очень трудно победить, так как вражеская база охраняется множеством автоматических турелей, которые могут быть разрушены только мощным человеческим оружием или инопланетными технологиями.
В режиме Power Struggle доступны все транспортные средства, которые есть в игре. Однако для того, чтобы получить к ним доступ, необходимо захватить и держать под контролем зону, которая специализируется на производстве определённого транспортного средства — например, захватив зону с портом, игрок может развивать водный транспорт. Транспортные средства могут быть украдены, даже если команда-вор не захватила зону, производящую нужный тип транспорта. В зависимости от настроек, определённых администратором сервера (host), игра в режиме Power Struggle может продолжаться до 10 часов, которые покроют несколько циклов день/ночь. Продолжительность циклов дня/ночи зависит от настроек сервера. Физические эффекты и смена циклов день/ночь доступны, только если игра ведётся на DirectX 10 сервере.
Изначально в составе игры доступно 5 карт (локаций):
Beach (с англ. — «Побережье»)
Место нахождения: Республика Науру, Микронезия. Под контролем КНДР. 

Описание: Находящееся на борту авианосца «Лексингтон» спецподразделение армии США получило приказ отправиться на небольшой остров в Тихом океане, захваченный войсками КНДР, и взять под контроль места крушений кораблей пришельцев.
Mesa (с англ. — «Энергия»)
Место нахождения: окрестности Блэкхока, Колорадо. Под контролем США. 

Описание: Спецподразделение корейской армии предприняло попытку проникновения в американский экспериментальный цех с целью выкрасть образцы технологии пришельцев. С военной базы, расположенной неподалёку, прибыл поднятый по тревоге отряд спецназа. Его задача — уничтожить противника. Отряду разрешено брать под контроль автоматические заводы.
Plantation (с англ. — «Плантация»)
Место нахождения: Карага, Филиппины. Под контролем КНДР. 

Описание: Войска КНДР и силы спецназа США ведут борьбу за небольшой район в Филиппинском архипелаге, в котором потерпели крушение несколько кораблей пришельцев. На месте происшествия развёрнут научный центр, который можно использовать для переработки энергии и создания высокотехнологичного оружия.
Refinery (с англ. — «Очистительный завод»)
Место нахождения: Сенбонг, Северная Корея. Под контролем КНДР. 

Описание: Этот северокорейский порт выбран в качестве цели для очередной операции армии США. Туда отправлена подводная лодка с отрядом спецназа, экипированным нанокостюмами. Задача — захватить промышленный комплекс, в состав которого входит экспериментальный цех.
Shore (с англ. — «Берег»)
Место нахождения: Кирибати, Океания. Под контролем КНДР. 

Описание: Остров Кирибати стал объектом вторжения пришельцев. Находящийся на острове экспериментальный цех, где проводились передовые научные изыскания в области инопланетных технологий, захвачен корейцами. Спецподразделение армии США, прибывшее на подводной лодке, получило приказ освободить этот цех, а также взять под контроль его окрестности.
Desolation (с англ. — «Опустошение»)
Место нахождения: Острова Хендерсона, остров Питкэрн. Под оккупацией Северной Кореи. 

Описание: давно оккупированный Северной Кореей остров Питкэрн является стратегической базой корейцев. Карта представляет собой болотистую местность с малым количеством растительности.
Crossroads (с англ. — «Перекрёсток»)
Место нахождения: Пескадорес, Западный Тайвань. Под оккупацией Северной Кореи. 

Описание: Пескадорес — маленький лесной городок, находящийся на одной из шоссе Западного Тайваня. Карта больше подходит для пехотных боёв, чем для техники.
Training (с англ. — «Обучение»)
Место нахождения: Атол Наму, Маршалловы острова. Под оккупацией США. 

Описание: Маршалловы острова представляют собой идеальные платформы для подготовки молодого бойца к настоящей нановойне. Если вы только начинаете играть в Crysis, то лучше начать как раз с этой карты.

## Турниры по Crysis Wars

### Crysis Wars Free Trial Weekend
3 октября 2008 года Crytek официально подтвердила заявление о проведении турнира «Crysis Wars Free Trial Weekend» и объявила его условия и дату прохождения. Турнир «Crysis Wars Free Trial Weekend» прошел с 10 по 12 октября 2008 года. В этот период для участия в турнире любой желающий должен был зарегистрироваться на сайте MyCrysis.com, бесплатно скачать полную версию игры Crysis Wars и получить дисковый ключ (англ. CD-Key). После чего в течение этих 2-х дней игроки могли не только участвовать в турнире, но и просто бесплатно играть на официальных серверах. Также, в поддержку бесплатных выходных с Crysis Wars компания Crytek запустила официальный сервер, на котором игроки могли сразиться с командой разработчиков игры Crysis Wars и выиграть призы.

### Crysis Wars Weekend Blitz
В поддержку бесплатных выходных (Crysis Wars Free Trial Weekend) с Crysis Wars сайт Game-Rigs.com при поддержке Crytek и EA организовали турнир «Crysis Wars Weekend Blitz», за победу в котором игроки получили ценные призы от EA, GameRigs, NVIDIA и Crucial. Турнир проходил с 10 по 13 октября 2008 года.

### ESL 1on1 IA Open Cup
19 октября 2008 года ESL при спонсорстве Razer и сайта MyCrysis.com запустила ещё один турнир по Crysis Wars — «1on1 IA Open Cup». На этом турнире игроки соревновались в формате «один на один» в режиме Instant Action. Турнир был ограничен 64 участниками. Данный турнир разбит на 3 этапа, каждый из которых длится одну неделю. 22 ноября стали известны участники финального этапа турнира. 24 ноября закончился групповой этап турнира и начались подготовки к плей-оффу (англ. Playoffs). 2 декабря 2008 года турнир был окончен и были оглашены его победители.

### ESL 2on2 TIA Quick Cup
В поддержку бесплатных выходных с Crysis Wars ESL объявила о новом международной турнире 2on2 TIA Quick Cup. На этом турнире игроки соревновались в командном режиме «2 на 2». Турнир был ограничен 32 командами-участницами.

### Multiplay i35 LAN party
12 ноября 2008 года были объявлены команды-победители турнира «Multiplay i35 LAN party».

### German 2on2 Team Instant Action League
22 ноября 2008 года стартовали соревнования «German 2on2 Team Instant Action League», на которых будут участвовать 24 киберспортивные команды из Германии. Лига будет проходить с двумя этапами, в каждом из которых будет выступать 12 команд.

### 2on2 Drivers Cup
Помимо турнира «German 2on2 Team Instant Action League» немецкий сайт CrysisNews.de 24 ноября 2008 года объявил о подготовке к проведению нового турнира «2on2 Drivers Cup». Турнир был запланирован на субботу 6 декабря 2008 года и проводился 1 день.

### Crysis Wars Humiliation
2 декабря 2008 года было официально объявлено о проведении соревнования «Crysis Wars Humiliation», который начался 4 декабря. Турнир проводился на игровых серверах компании Interactive 3D (i3d.net), одного из наиболее крупных провайдеров игровых серверов. Турнир проводилься 1 месяц на 10 игровых серверах. 11 декабря 2008 года были объявлены победители первой части турнира.

### ESL 3on3 TIA Ladder
5 января 2009 года организация ESL объявила о подготовке к проведению турнира 3on3 TIA Ladder, который будет проходить в режиме «Team Instant Action» (с англ. — «командный дезматч»). В каждом матче будут участвовать 6 игроков, сражения будут проходить на четырёх картах.

### ESL 4on4 PS Winter Cup
7 января 2009 года организация ESL объявила о подготовке к проведению турнира 4on4 PS Winter Cup, который проходил в режиме «Power Struggle» на единственной карте «Frost», которая входит в состав патча 1.3 для Crysis Wars. В каждом матче участвовало 8 игроков. 15 февраля 2009 года турнир закончился. В нём участвовало 16 команд со всего мира. В итоге первое место досталось французской команде «Elimin8-GaminG».

### ESL Level Design Tournament
15 февраля 2009 года Электронная спортивная лига ESL объявила о начале проведения соревнования «ESL Level Design Tournament» (с англ. — «Турнир по дизайну уровней») под своим патронажем. Соревнование продлится один месяц и закончится 15 марта 2009 года. «ESL Level Design Tournament» является моддерским соревнованием, — его участникам необходимо создать в редакторе уровней Sandbox 2 игровой уровень для сетевой игры в режиме «один на один» для Crysis Wars. Первые трое создателей лучших уровней получат призы. В состав жюри входят два представителя ESL и два члена сайта crysisnews.de.

### Немецкая секция Crysis Wars на ESL
В конце февраля 2009 года организация ESL решила открыть немецкую секцию Crysis Wars в дополнение к европейской. Сразу после организации немецкой секции был запущен турнир «1on1 IA Ladder». Кроме того, был организован турнир «Germany vs. Europe Cup Series», в котором будут соревноваться лучшие игроки и команды из европейской и немецкой секций между собой.

### 1on1 Aim Map Fast Cup
5 марта 2009 года был запущен турнир «1on1 Aim Map Fast Cup» (быстрый кубок в режиме один-на-один). Кубок будет проходить на протяжении 2-х дней — 6 и 7 марта. Особенностью данного соревнования является то, что все сражения будут проходить только на неофициальных картах, созданных моддерами.

### ESL German 1on1 League
17 марта 2009 года была запущена следующая лига в немецкой секции ESL — «ESL German 1on1 League». Соревнования будут проходить с 6 апреля по 30 мая в несколько этапов. Спонсором лиги выступает сайт MyCrysis.com, победителям будут вручены призы.

### ESL Crysis Wars Nations Championship 2009
17 марта 2009 года ESL анонсировала первый межнациональный чемпионат по Crysis Wars, в котором игроки и команды со всего мира будут сражаться за звание лучшей в мире нации по игре Crysis Wars. Каждая национальная команда должна иметь в своём составе от 4 до 7 игроков. Капитан команды подбирает себе команду, с которой он будет выступать на турнире. Если есть более чем 2 заявки на место капитана команды, пользователи форумов ESL будут голосовать, кто будет возглавлять их национальную команду. Будет три раунда в турнире; все раунды будут проходить в режиме «Лучший из трёх» (англ. "Best of Three — BO3"). Это значит, что команда, которая выиграла первые два раунда, выигрывает матч.

## Игровой движок
| Системные требования    | Системные требования                                                  | Системные требования                                    |
| ----------------------- | --------------------------------------------------------------------- | ------------------------------------------------------- |
|                         | Минимальные                                                           | Рекомендуемые                                           |
| Windows XP              |                                                                       |                                                         |
| ОС                      | Microsoft Windows XP SP2 (32- или 64-битная)                          | Microsoft Windows XP SP2 (32- или 64-битная)            |
| ЦПУ                     | Intel Pentium 4 2,8 ГГц, AMD Athlon 2800+                             | Intel Core 2 Duo E7300 2,66 ГГц                         |
| Объём ОЗУ               | 1 Gб                                                                  | 2 Gб                                                    |
| Место на диске          | 15Gб свободного дискового пространства                                | 15Gб свободного дискового пространства                  |
| Информационный носитель | DVD Double-Layer, Steam                                               | DVD Double-Layer, Steam                                 |
| Видеокарта              | NVidia GeForce 6800GT, ATI Radeon 9800Pro (минимум 256Мб видеопамяти) | NVIDIA GeForce 9800GT 512 Мб или аналогичная ATI Radeon |
| Звуковая плата          | DirectX 9.0c-совместимая                                              | DirectX 9.0c-совместимая                                |
| Устройства ввода        | клавиатура, компьютерная мышь                                         | клавиатура, компьютерная мышь, контроллер Xbox 360      |
| Windows Vista           |                                                                       |                                                         |
| ОС                      | Microsoft Windows Vista (32- или 64-битная)                           | Microsoft Windows Vista (32- или 64-битная)             |
| ЦПУ                     | Intel Pentium 4 3,2 ГГц, AMD Athlon 3200+                             | Intel Core 2 Duo E7300 2,66 ГГц                         |
| Объём ОЗУ               | 1,5 Gб                                                                | 2 Gб                                                    |
| Место на диске          | 15Gб свободного дискового пространства                                | 15Gб свободного дискового пространства                  |
| Информационный носитель | DVD Double-Layer, Steam                                               | DVD Double-Layer, Steam                                 |
| Видеокарта              | NVidia GeForce 6800GT, ATI Radeon X800 (минимум 256Мб видеопамяти)    | NVIDIA GeForce 9800GT 512 Мб или аналогичная ATI Radeon |
| Звуковая плата          | DirectX 9.0c-совместимая                                              | DirectX 9.0c-совместимая                                |
| Устройства ввода        | клавиатура, компьютерная мышь                                         | клавиатура, компьютерная мышь, контроллер Xbox 360      |

Crysis Wars после своего выхода использовал ту же самую версию игрового движка CryEngine 2, что и Crysis Warhead. Изначально в Crysis Wars не было поддержки 64-разрядных операционных систем, но первый патч, вышедший 22 октября 2008 года, добавил в движок поддержку 64-битных ОС.

## Mod SDK
Ещё до выхода Crysis Warhead вместе с Crysis Wars предполагалось, что обновлённые редактор уровней и Mod SDK выйдут именно для Crysis Warhead.
25 сентября 2008 года на официальном сайте поддержки CryMod.com вышла небольшая заметка, в которой сообщается, что игра «Crysis Warhead» не имеет в своём составе ни игрового редактора уровней «Sandbox 2», ни набора дополнительных инструментов к редактору MOD SDK (смотри Crysis Mod SDK). Это идёт вразрез с обещаниями, данными в третьем выпуске Crysis Monthly Update. Разработчики сообщили, что они во время разработки сосредоточили всю свою энергию и внимание на самой игре. Также было сообщено, что разработчики работают над редактором и SDK и выпустят эти продукты сразу же после окончания их разработки. Было отмечено, что карты, сделанные фанатами для мультиплеерной части оригинальной игры Crysis, будут нормально работать на Crysis Wars.
4 декабря 2008 года, спустя почти 3 месяца после выхода игры, Александр Маршалл (ник: Cry-Alex), бывший главный менеджер по связи с общественностью в Crytek, а после выхода Crysis Warhead игровой дизайнер Crysis Wars, на официальном форуме на сайте CryMod.com подтвердил, что редактор уровней и SDK всё ещё находятся в разработке и даже приблизительная дата их выхода и какая-нибудь другая информация всё ещё неизвестна.
В ежемесячных выпусках последующих Crysis Monthly Update № 8, 9 и 10 разработчики неоднократно заявляли о продолжении работ над инструментами.

20 марта 2009 года, приблизительно через полгода после выхода игры, был выпущен обновлённый Mod SDK и редактор уровней Sandbox 2, однако оказалось, что эти инструменты предназначены для Crysis Wars и не совместимы с Crysis Warhead. В секции вопросов и ответов (FAQ) разработчики так ответили на вопрос «Почему Crysis Wars Mod SDK только для Crysis Wars? Почему не для Crysis Warhead?»:
Ответ: Мы сделали это для того, чтобы установить фокусировку (сосредоточенность) нашего сообщества моддеров только на одной игре. Мы добавили поддержку как синглплеера, так и мультиплеера. Добавление синглплеера в Crysis Wars было намного более удобно и просто, чем добавление мультиплеера в Crysis Warhead. Наш отказ от выпуска редактора для Crysis Warhead также означает то, что сообществу моддеров не придётся постоянно разрабатывать уровни и модификации для двух игр; это привело бы к беспорядку, лишней работе, несовместимости и к другим проблемам в многих аспектах разработки.

## Разработка и выход Crysis Wars

### Период разработки игры
Так как игра Crysis Wars является, по сути, составной частью игры Crysis Warhead и разрабатывалась вместе с ней, поэтому история разработки Crysis Wars неразрывно связана с Crysis Warhead, хоть их и разрабатывали разные команды.
В ноябре 2007 года в United States Patent and Trademark Office (USPTO) компания Crytek зарегистрировала торговые марки Crysis Wars и World in Crysis.
5 июня 2008 года игра была официально анонсирована на официальном сайте поддержки CryMod.com и на официальном сайте компании Crytek. Вместе с анонсом появились первые новости касательно Crysis Warhead. Разработчики обещали в конце июня — на начале июля опубликовать первые скриншоты и более детальную информацию о игре. Также разработчики объяснили, что причиной для прекращения работы над патчем 1.3 для Crysis является работа над Crysis Warhead.
25 июля 2008 года стало известно, что на мировой премьере Games Convention 2008 в Лейпциге посетители впервые будут иметь возможность поиграть в «Crysis Warhead». Презентация игры проходила в кабине B02, зал 3. Посетители также имели возможность поиграть в мультиплеерный пакет «Crysis Wars», который входит в поставку «Crysis Warhead».
C 21 по 24 августа в Лейпциге, Германия прошла ежегодная выставка Games Convention 2008, на которой присутствовала Crytek. На выставке было показано довольно много эксклюзивных материалов по игре, скриншотов и видеороликов. Однако самым значительным событием стал показ и раскрытие многих фактов о самостоятельной мультиплеерной игре «Crysis Wars».

31 августа 2008 года на официальном сайте поддержки CryMod.com был опубликован четвёртый ежемесячный отчёт Crysis Monthly Update #4, который, как и последние несколько выпусков, был в основном посвящён Crysis Warhead. Также было предоставлено довольно много информации об игре «Crysis Wars», об изменениях и улучшениях её по сравнению с мультиплеером в Crysis, а также детальная информация о нескольких картах. Разработчики просуммировали итоги выставки Games Convention. Кроме того, было объявлено о скором открытии нового официального сайта www.mycrysis.com, посвященного вселенной Crysis и всем играм в этой серии. В отличие от CryMod, сайт ориентирован на игроков, а не моддеров. Также разработчики предоставили ссылки на ветки форумов на разных фанатских сайтах, которые содержат самую полную информацию о Crysis Warhead и Crysis Wars.

### Выход игры
18 сентября 2008 года игра Crysis Wars в составе Crysis Warhead стала доступна для розничной покупки, а также стала доступна для загрузки через интернет-сервис цифровой дистрибуции Steam. Для Steam игра поставляется вместе с такими языковыми пакетами: английский, немецкий, французский, испанский, итальянский, чешский, польский, русский, венгерский.

### Защита игры и её взломы
Игры «Crysis Warhead», а особенно «Crysis Wars» используют модифицированную версию программы SecuROM, которая является программой для защиты авторских прав (англ. Digital Rights Management — DRM). Эта программа используется для предотвращения создания нелегальных (пиратских) копий лицензионного диска и требует аутентификации после инсталляции игры, а также при использовании сетевых режимов игры. Подобно игре Spore, SecuROM позволяет установить игру лишь на ограниченное (5) число компьютеров.
Несмотря на довольно высокие меры по защите игры, защита Crysis Warhead была взломана через несколько дней после её релиза. Также были открыты множество пиратских серверов для Crysis Wars, на которых можно играть без дискового ключа (англ. CD-Key), используя «пиратскую» версию игры. Компания Crytek совместно с GameSpy постоянно борются со взломанными серверами, закрывая их, а также призывая всех пользователей сообщать о найденных пиратских серверах.
29 декабря 2008 года неизвестными злоумышленниками была совершена акция по краже учётных записей для Steam у его пользователей, вследствие чего некоторые владельцы Crysis Warhead и Crysis Wars, играющие через Steam, потеряли контроль над своими учётными записями.

## Период дальнейшей поддержки игры

### Бесплатные версии игры
Через некоторое время после выпуска игры Crysis Wars её разработчик компания Crytek начала проводить периоды «Crysis Wars Free Trial», во время которых любой желающий может полностью бесплатно скачать полную версию Crysis Wars со всеми обновлениями и играть в неё на протяжении всего периода. Для этого желающим необходимо зарегистрироваться на официальном сайте MyCrysis.com, скачать полную версию игры по предоставленным ссылкам, а после этого получить уникальный дисковый ключ (англ. CD-Key), который автоматически генерируется на сайте и сохраняется в профиле игрока. Ключ активирует скачанную игру на весь период «Free Trial». После окончания периода ключ становится недействительным.

#### Crysis Wars Free Trial Weekend
С 10 по 12 октября прошел турнир «Crysis Wars Free Trial Weekend». В этот период любой желающий мог бесплатно скачать полную версию игры Crysis Wars и участвовать в турнире, а также свободно играть на официальных серверах.

#### Holiday Trial Period (2008)
18 декабря 2008 года Crytek и Electronic Arts объявили о том, что на период с 19 по 29 декабря 2008 года игра Crysis Wars будет предоставляться бесплатно любым желающим. Любой желающий мог бесплатно играть на официальных серверах в период начиная с пятницы, 19 декабря в 11.00 и заканчивая 28 декабря в 23.59. Первоначально загрузка игры доступна только через сервер Fileplanet.com.
5 февраля 2009 года Crysis Wars Holiday Trial Period был номинирован на награду «Best Demo of 2008» (англ. Лучшая демоверсия 2008 года), которая присуждается веб-сайтом FilePlanet.com.

#### Holiday Trial Period (2009)
9 декабря 2009 года Crytek объявила о проведении «Crysis Wars Holiday Trial Period», который будет проходить с 19 по 29 декабря 2009 года. Этот период бесплатного пользования игрой полностью аналогичен предыдущим — необходимо зарегистрироваться на сайте MyCrysis.com, скачать полную версию игры и получить на сайте уникальный дисковый ключ для игры.

### HLSW
В HLSW — удобную и многофункциональную программу для мониторинга и удалённого администрирования игровых серверов, была добавлена поддержка Crysis Wars.

### Патч 1.1
22 октября 2008 года Crytek сообщила о работах над первым патчем для Crysis Wars. Разработчики обещали при помощи патча как исправить ошибки, так и добавить некоторые новые возможности и компоненты в игру. Также разработчики сообщили о том, что, прислушавшись к пожеланиям игроков на форумах, они в патче отключат онлайновую аутентификацию Crysis Wars при её первом запуске. Ещё одним заявлением разработчиков стало то, что они всё это время работают над выходом редактора Sandbox, однако ими не было приведено каких-нибудь конкретных деталей.
31 октября 2008 года на официальном сайте MyCrysis.com был опубликован шестой ежемесячный отчёт Crysis Monthly Update #6, который является первым отчётом, который был опубликован не на старом сайте CryMod.com, а на новообразованном MyCrysis.com. Весь отчёт посвящался поддержке игры, а также итогам мероприятия Crysis Wars Trial Weekend. Однако самым существенным было появление детальной информации о патче 1.1 для Crysis Wars. Подтверждено, что патч, кроме мелких исправлений и улучшений, убирает онлайновую аутентификацию Crysis Wars при её первом запуске, добавляет поддержку 64-битных систем и добавляет выделенный сервер под Linux, который был ранее отменён для Crysis.
4 ноября 2008 года официально вышел патч 1.1 для Crysis Wars. Как и было ранее обещано разработчиками, данный патч убирает онлайновую аутентификацию Crysis Wars при её первом запуске, добавляет поддержку выделенного сервера под Linux и 64-битных операционных систем. В патче также был добавлен файл родительского контроля для Windows Vista. Кроме добавлений, было сделано несколько исправлений и улучшений в геймплейную составляющую игры, а также была исправлена проблема с отключением от сервера, вызванная работой системы защиты от жульничества на загруженных картах.
После выпуска данного патча обнаружилась проблема с античитерской программой PunkBuster. Данная ошибка приводила к отключению игроков от серверов и неправильной работе консоли. Ошибка может возникать как на стороне клиента, так и на стороне сервера. Crytek и Even Balance (разработчик программы PunkBuster) выпустили обновление необходимых файлов PunkBuster, однако для установки данного обновления необходимо удалить каталог с существующими файлами PunkBuster.

### Патч 1.2
12 ноября 2008 года было официально заявлено о скором выходе патча 1.2 для Crysis Wars, а также было сообщено о том, что работы над этим патчем начались ещё до выхода патча 1.1. Разработчики сообщили, что в патче будет исправлен и улучшен игровой баланс, а также исправлены некоторые мелкие ошибки. Было сообщено, что разработчики при разработке и подготовке патча внимательно следили за пожеланиями и советами фанатов игры на разных форумах, в том числе форумах технической поддержке.

14 ноября 2008 года был сообщен полный список изменений, добавлений и улучшений в патче 1.2, а также было сообщено, что сам патч почти готов и выйдет в ноябре 2008 года.
19 ноября 2008 года состоялся релиз патча 1.2 для игры Crysis Wars. Список изменений, по сравнению со списком, объявленным 14 ноября, не изменился. В списке исправлений присутствует очень много исправлений игрового баланса, исправлений мелких ошибок и уязвимостей. Для режимов нанокостюма были добавлены «горячие клавиши».

### Патч 1.3
16 декабря 2008 года был официально анонсирован патч 1.3 для Crysis Wars. Сразу же стали известны все особенности патча и его дата выхода.
17 декабря 2008 года, на следующий день после анонса, в 19.00 по всемирному времени состоялся выход патча 1.3 для Crysis Wars. Основой этого патча является «Holiday Map Pack» (с англ. — «Рождественский пакет карт») — пакет из двух карт для мультиплеера: Frost (режим Power Struggle) и Savanna (режим Team Instant Action). Кроме данных двух карт, патч исправляет только одну ошибку игры, которая заключалась в некорректной загрузке специфических игровых объектов на уровень.
Сразу же после выпуска патча 1.3 обнаружилась проблема с античитерской программой PunkBuster (аналогичная проблема была и с патчем 1.1). Из-за несовместимости старой версии PunkBuster и обновленных файлов игры PunkBuster исключал игроков из сервера или вовсе не давал присоединиться к игре. Even Balance (разработчик программы PunkBuster) выпустила новую версию PunkBuster, совместимую с патчем 1.3, однако для установки данного обновления необходимо удалить каталог с существующими файлами PunkBuster.
5 февраля 2009 года патч 1.3 был номинирован на награду «Best Patch of 2008» (англ. Лучший патч 2008 года), которая выдаётся веб-сайтом FilePlanet.com.

### Патч 1.4
18 марта 2009 года был официально анонсирован патч 1.4 для Crysis Wars вместе с обновлённым редактором уровней и Mod SDK. В анонсе были представлены все исправления и улучшения патча и Mod SDK, а также их точная дата выхода.
20 марта 2009 года одновременно вышли патч 1.4 и Mod SDK, содержащий в своём составе обновлённый Sandbox 2. Среди исправлений и улучшений патча присутствует поддержка пользовательских модификаций, оптимизации движка, мелкие исправления и улучшения баланса. Ещё одной важной деталью патча является разблокировка максимальных настроек графики на Direct3D 9 и Windows XP. Установка данного патча является необходимой для установки Mod SDK.

### Выделенный сервер для Linux
4 ноября 2008 года, вместе с выходом патча 1.1, в виде отдельного файла состоялся официальный выход выделенного сервера под Linux для Crysis Wars. В архивном файле crysiswars-linux-server-10282008.tar.bz2 размером 14.5 Мб находятся все необходимые файлы для запуска сервера и полная документация (включает пошаговую инструкцию по правильной настройке сервера). Выделенный сервер под Linux изначально разрабатывался для оригинального Crysis, однако был отменён вместе с патчем 1.3. Тогда разработчики из Crytek заявили, что при его разработке столкнулись с серьёзными трудностями и стабильность кода находилась на очень низком уровне.
6 ноября 2008 года вышло первое быстрое исправление (англ. hotfix) для выделенного сервера под Linux. Этим мини-патчем была исправлена ошибка, которая приводила к неспособности сохранить список избранных серверов (англ. Server Favourites).
19 ноября 2008 года, вместе с патчем 1.2, вышел «Crysis Wars Linux Dedicated Server v1.2» для Crysis Wars, а также «Crysis Wars Dedicated Server Package v1.2» — обновленная документация и файлы от разработчиков, предназначенные для создания выделенного сервера по Crysis Wars.
20 марта 2009 года, вместе с выходом патча 1.4, состоялся выход выделенного сервера версии 1.4 для Windows и Linux.

## Рецензии и награды
Из-за того, что Crysis Wars поставлялась вместе с Crysis Warhead, все обозреватели рецензировали эти игры вместе и ставили одну оценку обеим играм.
Известный игровой ресурс и журнал компьютерных игр Game Informer в своей рецензии на Crysis Warhead так отозвался о Crysis Wars: «По сравнению с оригиналом, Crysis Wars предоставляет новый режим командного Deathmatch, обновлённый баланс, улучшенные старые карты и горстку новых. Но этого мало, чтобы соответствовать таким онлайновым шутерам, как Call of Duty 4, которая предоставляет постоянное ранжирование, льготы (перки) и открываемый арсенал».
Журналисты портала Game Revolution отозвались о Crysis Wars следующим образом: «Новая мультиплеерная игра Crysis Wars содержит в себе много от мультиплеера из Crysis, однако она не настолько нудная. Она не является строго лучше или хуже оригинала, так как даже не стоит в одном ряду с гигантами мультиплеера в игровой индустрии ПК-игр. В то же время она не так уж и плоха, так как имеет свои уникальные достоинства».
Absolute Games, крупнейший и старейший российский игровой сайт, выразился по поводу Crysis Wars следующим поводом: «Возьмите сетевой код от Crysis, залатайте дыры, исправьте баланс с помощью умерщвленного патча v1.3, увеличьте запас карт до 21 и добавьте командный дефматч — вот вам и „две игры в одной коробке“. По-хорошему, конечно, CW надо отдавать бесплатно — чтобы хоть немного смягчить осадок от хромого мультиплеера-2007».
Крупнейший ресурс, посвящённый IT-технологиям — 3DNews — следующим образом оценил мультиплеерную составляющую Crysis Warhead: «Представлено несколько стандартных сетевых режимов, и только наличие нанокостюма выделяет местный мультиплеер из толпы аналогов. А вот карты проработаны на „отлично“».
Страна Игр, уважаемый и авторитетный российский игровой журнал и интернет-ресурс, отозвался о Crysis Wars следующим образом: «Мультиплеер на этот раз обзавелся гордым названием Crysis Wars, но начинка его не так уж и преобразилась. Появились несколько оригинальных карт и новый режим командного дефматча, хотя это слабо повлияло на общую расстановку сил — Crysis до сих пор проигрывает в онлайне недавней Call of Duty 4».